# Иван Молина
Иван Молина (шп. Iván Molina, 16. јул 1946) је бивши колумбијски тенисер. Сматра се једним од најбољих колумбијских тенисера у историји.
Заједно са Мартином Навратиловом освојио је титулу на Ролан Гаросу 1974. у конкуренцији мешовитих парова. Са Румунком Флорентом Михаи стигао је до финала Ролан Гароса 1977. такође у конкуренцији мешовитих парова.
У појединачној конкуренцији играо је финала на два турнира и остварио најбољи пласман на АТП листи 40. место. Његова највећа победа у каријери остварена је против Артура Еша у првом колу Ролан Гароса 1974. У конкуренцији мушких парова играо је десет финала и освојио две титуле.
За Дејвис куп селекцију Колумбије играо је од 1970. до 1979. укупно 46 мечева.

## Гренд слем финала

### Мешовити парови: 2 (1–1)
| Исход     | Година | Турнир      | Подлога | Партнер             | Противници у финалу            | Резултат |
| --------- | ------ | ----------- | ------- | ------------------- | ------------------------------ | -------- |
| Победник  | 1974   | Ролан Гарос | Шљака   | Мартина Навратилова | Роси Рејес Дармон Марсело Лара | 6–3, 6–3 |
| Финалиста | 1977.  | Ролан Гарос | Шљака   | Флорента Михаи      | Мери Кариљо Џон Макенро        | 7–6, 6–3 |